# Lim Yo-hwan
Lim Yo-hwan (* 4. September 1980), bekannt unter dem Pseudonym SlayerS_`BoxeR` (meist BoxeR abgekürzt), ist ein professioneller Computerspieler aus Südkorea.

## Leben
Lim ist einer der erfolgreichsten und bekanntesten StarCraft-Spieler. Sein Fanclub zählt mittlerweile über 600.000 Menschen, und es existiert eine DVD-Zusammenstellung seiner besten Spiele, die in Südkorea veröffentlicht wurde. Lim erlangte dadurch Berühmtheit, dass er im professionellen StarCraft mit der terranischen Rasse dominieren konnte, obwohl die Terraner bis dahin als die schwächste Rasse galten. Seine Erfolge brachten ihm unter Südkoreanern den Spitznamen Emperor of Terran ein. Er hatte außerdem den Ruf, Spiele aus einer sehr schlechten Stellung noch gewinnen zu können und besaß ein ausgezeichnetes Micromanagement, sprich Steuerung der einzelnen Einheiten. Demhingegen wird sein Macromanagement (Wirtschaft und Produktion der Einheiten) von manchen Kommentatoren als seine Schwäche im Vergleich zu anderen Spitzenspielern angesehen.
Lims Wunsch war es, Fußballstar zu werden, jedoch nur bis das Computerspiel StarCraft:Broodwar auf dem Markt erschien. Zu Beginn seiner Karriere galt er als sehr innovativ und erfand neue Strategien, die von vielen Spielern übernommen worden sind. Bereits ein Jahr nach der Veröffentlichung des berühmten Strategieklassikers gewann er das erste SBS (Seoul Broadcasting Station) StarCraft Tournament. Innerhalb kürzester Zeit wurde er in ganz Korea bekannt. Der Sieg bei der Police Boat Game Conference im Jahr 2000 sicherte ihm erstmals den Status ProGamer.
Seine Siege hatten auch die Aufmerksamkeit der bereits etablierten Profi-Teams auf sich gezogen. So trat er unter den Namen Limterran und Limyh Ideal Space bei, auch bekannt unter der Abkürzung „IS“. Nachdem er weitere Turniere für sich entscheiden konnte, kam das erste größere Event auf den jungen Profi zu. Die World Cyber Games 2001, zu denen alle internationalen Topspieler geladen waren, wie beispielsweise Grrrr..., ElkY und V-Gundam. Dort konnte er sowohl über den Franzosen Elky, als auch über den Norweger [GG99]Slayer triumphieren.
In der ersten OnGameNet Starleague trat er gegen einen der stärksten Zerg aller Zeiten, [NC]...Yellow an. Nach diesem Spiel, welches tausende koreanischer Fans live erlebt hatten, sicherte sich Lim Yo-hwan mit einem überraschenden 3:2-Sieg über den als Favorit gehandelten Yellow den Rang als berühmtestem ProGamer in Korea.
In einer anderen Star League, SKY 2001, kämpfte sich Boxer ins Finale, um dort gegen den bekannten Protoss Spieler Garimto anzutreten. Dieses Spiel verlor er jedoch mit 2:3. Das Resultat war jedoch für die Zuschauermenge nicht entscheidend. Sie waren begeistert von Lims Sieg auf der Karte „Silent Vortex“, die als sehr unausgeglichen gilt, da Terraner keine Raketentürme auf dem Eis bauen können und so benachteiligt sind. Trotz der Niederlage gegen Garimto wurde SlayerS_`Boxer` noch bekannter als er schon war.
Im Jahr 2002 errang er seinen ersten KPGA-Titel, indem er seinen Rivalen NC...Yellow erneut besiegte. Direkt danach starteten die World Cyber Games 2002. Boxer konnte sich gegen Spieler wie Tom Whittier aka. Froz!, Fredrik Keitel aka. [pG]FiSheYe und auch ein weiteres Mal gegen Hong Jin-ho aka. [NC]...Yellow durchsetzen. BoxeR befand sich in der Gruppe D mit Größen wie FroZ!, mTw-DIDI8 (der zu Warcraft 3 wechselte und zum erfolgreichsten bulgarischen Nationalspieler wurde) und Androide. Er wurde Zweiter und befreite sich mit dem Erstplatzierten FroZ! aus der sogenannten „Group of Death“. Das Spiel gegen DIDI8 erlangte dabei aufgrund ausgefeilter Strategien besondere Bedeutung und gilt auch heute noch als besonders sehenswert. Nach der Vorrunde traf er noch einmal auf Yellow und Boxer konnte wieder den Sieg erringen. Auf seinem Weg ins Finale gewann er gegen ElkY und Blackman. Im Finale wartete [NC]...Yellow, der sich im Loserbracket bis ins Finale gekämpft hat. Boxer hatte zu Spielbeginn bereits einen 1-0 Vorteil, da er der Sieger des Winnerbrackets war und siegte souverän auf der Karte „Hall of Valhalla“. Somit war SlayerS_`Boxer` Champion in StarCraft:Broodwar bei den World Cyber Games.
Direkt im Anschluss fand das Event SKY statt. Boxer schaffte es ins Finale und verlor dort gegen den aufstrebenden Protoss Gamer Park Jung-suk [Oops]Reach mit 1:3. Boxers Vater beschwerte sich bei seinem Clan IS nach dieser Niederlage, was jedoch nur dazu führte, dass „IS“ Boxer aus dem Team warf. Kurze Zeit später fand er Zuflucht im Team Orion, für das er den zweiten Platz beim KPGA Tour Invite Championship belegte. Erstmals verlor er gegen Yellow mit 3:1; zwei der Spiele gelten als besonders sehenswert und wurden in die Serie „Pimpest Plays“ aufgenommen.
Im Jahr 2003 wurde Lim KPGA Tour Finalist, verlor jedoch das Endspiel. Trotz eines dritten Platzes in der Olympus Starleague war 2003 kein sehr erfolgreiches Jahr für Boxer, was unter anderem zur Folge hatte, dass er nicht zu den World Cyber Games eingeladen wurde. Im Jahr 2004 wurde Boxer Zweiter in der KT-KTF Bigi Premier League und musste sich nur [ReD]NaDa geschlagen geben. Er wechselte das Team und ging zu SK Telecom T1 und gewann unter anderem die G-Voice Challenge League gegen (KRQoo)Max. In der EVER Starleague verlor er im Finale gegen seinen Langzeit-Schüler iloveoov und wurde damit Zweiter.
Anfang 2005 kündigte Lim seinen Rückzug aus dem ProGaming an, kam jedoch Mitte des Jahres zurück, um bei den CKCG 05 teilzunehmen, bei den er wegen einer Niederlage gegen [ReD]NaDa den zweiten Platz belegte. Nach Beendigung der MSL Saison 2006 hat Lim seine E-Sport Karriere offiziell beendet, da er zum Militär eingezogen wurde.

## Das Leben nach dem Militärdienst
Kurz nach seiner Grundausbildung gab die Luftwaffe Südkoreas bekannt, ein eigenes Team von professionellen Spielern aufzubauen, genannt Air Force ACE. Erster Spieler war Lim zusammen mit den bereits zurückgetretenen Spielern H.O.T. Forever (Kang Doh Gyung), ChRh (Choi In Kyu) und Clon (Jo Hyung Kun). Das Team wurde zu einem Auffangbecken für die alternden Stars der koreanischen StarCraft-Szene. In der Team-Liga „Proleague“ ist es jedes Mal eine kleine Sensation, wenn das Team der Luftwaffe ein Spiel gewinnt.
Trotzdem hatte Lim wenig von seiner Genialität verloren. Er ist bis heute unangefochten der Spieler mit den meisten Pimpest Plays, eine Auszeichnung für besonders kreative Spielweisen, die jedes Jahr von der amerikanischen StarCraft-Fansite SCLegacy verliehen wird.
Im Dezember 2008 wechselte er zu seinem alten Team SK Telekom T1 zurück.
Nachdem im Juli 2010 der Nachfolgertitel Starcraft II erschienen war, wechselte Lim im Oktober 2010 zu diesem Titel. Damit verbunden war auch ein erneutes Ausscheiden aus seinem Team SK Telekom T1. Ihm gelang bereits bei seiner ersten Teilnahme an der GomTV GSL, dem prestigeträchtigsten StarCraft-II-Turnier, ein Einzug ins Halbfinale und somit unter die besten 4. Anfang 2011 gründete er ein eigenes Team unter dem Namen Slayers. Er spielte weiter aktiv, konnte allerdings nicht an die großen Erfolge seiner Starcraft:Broodwar-Zeit anschließen. Anfang 2012 trat Lim als aktiver Spieler zurück und war daraufhin als Trainer und Manager für sein Team tätig.
Im August 2012 wechselte er erneut zu SK Telekom T1, das mittlerweile auch zu Starcraft II gewechselt war.
Dort ist er Trainer für die Spieler der Rasse Terraner.

## Größere Erfolge
- First SBS Multi-game Championship Champion – 1999
- M.police Game Championship Champion – 2000
- First Game-Q Starleague 2nd place – Juni 2000
- Samsung Digital KIGL Fall 2000 League Champion – Oktober 2000
- KIGL 2000 King of Kings Champion – Dezember 2000
- WCG Gamer Party Special „Lim Yo-hwan vs Frederick“ Champion – 2001
- 'Last v1.07' Special „Lim Yo-hwan vs Giyom“ Champion – 2001
- First Game-Q Separate Races' League Champion – 2001
- World Cyber Games Champion – 2001
- Zzgame.com Progamer Invitational Champion – März 2001
- Third Game-Q Starleague Champion – Mai 2001
- Hanbitsoft OnGameNet Starleague Champion – Juni 2001
- Coca-Cola OnGameNet Starleague Champion – September 2001
- GGTV STARWARS 2001 EP2 Champion – November 2001
- Sky OnGameNet Starleague 2nd place – Dezember 2001
- World Cyber Games Champion – 2002
- Third iTV Ranking Round 2nd place – März 2002
- First Korean Pro-Gaming Association tour Champion – April 2002
- Sky OnGameNet Starleague 2nd place – September 2002
- Toona Big 4 Special Champion – 2003
- KT-KTF Premier League 2nd place – 2003
- MBC Winner’s Championship 2nd place – 2003
- KTF Bigi Four Kings Champion – Januar 2003
- Olympus OnGameNet Starleague 3rd place – Juni 2003
- Third Korean Pro-Gaming Association tour 3rd place
- KTF Ever Cup Ongamenet Proleague 1st place – August 2003
- Ever OnGameNet Starleague 2nd place – 2004
- LG IBM PC MBCGame Teamleague 1st place – Februar 2004
- G-voice 2004 Ongamenet Challenge League Champion – Juli 2004
- SKY 2004 Ongamenet Proleague Round One 1st place – Juli 2004
- Tuscan MBCGame Teamleague 1st place – August 2004
- Snickers All-Star League Round Two 3rd place – 2005
- SKY 2005 Proleague Round Two 1st place – Juli 2005
- So1 OnGameNet Starleague 2nd place – 2005
- SKY 2005 Proleague Round Three 1st place – Januar 2006
- GomTV GSL Season 2 Semi-Finalist – November 2010

- Der beste Spieler aller Zeiten (Auszeichnung der Zeitung ESReality im Jahr 2004)
- Der erste Spieler, der mehr als eine OSL gewonnen hat, und bis 2009 der einzige, der zwei OSL in Folge gewonnen hat.
- Der erste Spieler, der mehr als 100 Siege in OnGameNet Starleagues erzielt hat.
- Der Spieler, der am längsten ohne Unterbrechung den ersten Platz in den KeSPA-Rankings gehalten hat (17 Monate).